# Rollo
Rollo (n. cca. 860 - d. cca. 931) a fost primul duce de Normandia (sub numele de Robert I), fondator al dinastiei Normande, de care a aparținut și regele englez Wilhelm Cuceritorul.

## Numismatică
Rollo sau Rollon este un nume franco-latin, sub care probabil a fost cunoscut în Franța, unul dintre conducǎtorii vikingilor Hrólfr Pietonul. A fost poreclit "pietonul", pentru că fiind foarte mare și greu, nu-l putea transporta niciun cal, și a fost nevoit întotdeauna să călătorească pe jos.

## Origine
Rollo s-a nǎscut într-o cunoscutǎ familie danezǎ, însǎ a fost nevoit sǎ fugǎ din patrie dupǎ ce tatǎl sǎu a fost ucis. însǎ Saga povestesc despre rǎdǎcinile norvegiene ale primului conducǎtor al Normandiei. Disputa dintre susținătorii teoriilor daneze și norvegiene, continuǎ pînǎ în prezent.
Conform Saga Orkneyinga (Saga orkneyezilor) scrisǎ de Snorri Sturluson, tatǎl lui Rollo a fost Rognvald Eysteinsson, Jarl de Møre, o regiune din vestul Norvegiei, dintre orașele de astǎzi Trondheim și Bergen. În anul 860, regiunea a fost cuceritǎ de regele Norvegiei Harald Hårfagre. Numeroasa nobilime localǎ care nu a recunoscut o singură conducere sub Harald, s-a grǎbit spre vest și sud, unde fǎcea raiduri pe coastele Marii Britanii, Irlandei, Europei Vestice și colonizând noi teritorii, de unde ataca apoi coasta scoțiană, irlandeză și norvegiană. Rognvald a trecut de partea lui Harald.
Imposibil să mai îndure raidurile vikingilor, Harald a adunat o armată și a plecat într-o expediție punitivă în vest. Ca urmare a campaniei militare a supus insulele Shetland, Orkney, Hebride și Insula Man. Cu toate acestea, în bătălie a fost ucis fiul lui Rongnvald, Ivar. Drept compensație, Harald i-a dat lui Rognvald insulele Orkney și Shetland, unde a fost fondat un principat autonom sub suzeranitatea regelui suprem al Norvegiei. Unul dintre fii lui Rongnvald, Einar a devenit Jarl de Orkney și fondatorul dinastiei, care a dominat nordul Insulelor Britanice pânǎ în secolul al XII-lea. Un alt fiu, Hrólfr numit "Pietonul", conduce detașamente mari de vikingi danezi și norvegieni, care din anul 886, au început a subjuga și ataca pământurile franceze în regiunile inferioare ale Senei, uneori se deplasează pe căi fluviale de unde ajung pânǎ la Paris.

## Duce al Normandiei
În Franța, numele Hrólfr era pronunțată ca Rollo. În 911, regele Carol III cel Simplu, ne mai având puteri de a lupta cu vikingii, a făcut o înțelegere cu Rollon prin care acesta din urmă a primit un teritoriu de pe coasta Franței cu centrul la Rouen (în prezent Normandia de Sus), iar în schimb l-a recunoscut drept stăpân pe regele Franței și s-a convertit la creștinism. Acest acord a pus bazele Ducatului Normandiei, care a devenit posesie ereditară a urmașilor săi. În timpul domniei sale s-a dovedit a fi un conducător activ și un legiuitor înțelept: el i-a forțat pe normanzi la un mod de viață stabil și a stabilit o justiție strictă. Rollo a murit probabil în anul 931, iar povestirile despre viața sa au fost mult timp împodobite de numeroase saga.

## Legaturi externe
- Rollo "of Normandy" Arhivat în 5 februarie 2009, la Wayback Machine.
- DUKES of NORMANDY
- Rollo-Lothrop (32 Generations)
- Saga Orkneyinga
- Viking is ‘forefather to British royals’
- RAGNVALD "the Wise"